# Рядовой высшего класса
Рядовой высшего класса (кит. 上等兵) — воинское звание срочнослужащих, звание рядового состава армии Китайской Республики и Японской императорской армии. Звание рядового высшего класса выше звания рядового 1-го класса и ниже звания младший сержант. Примерно соответствует званию младший капрал.

## Китайская Республика

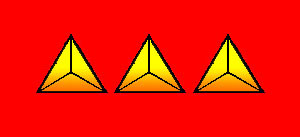
погон рядового высшего класса (Народно-революционная армия)

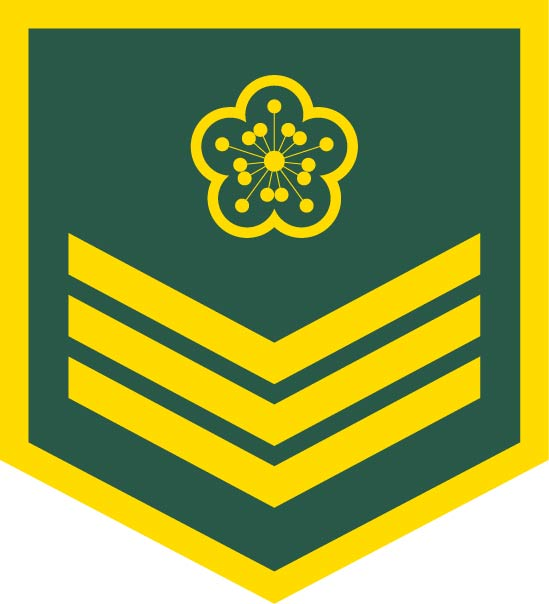
погон рядового высшего класса (Армия Китайской Республики)

погон рядового высшего класса (Императорская армия Японии)